# Орлов, Владимир Дмитриевич
Владимир Дмитриевич Орлов (1856—1915) — русский врач-гигиенист; заслуженный профессор Киевского университета.

## Биография
Родился 25 мая (6 июня) 1856 года. Происходил из духовного сословия.
Учился в Самарской гимназии и Казанском университете, по окончании которого в 1878 году с званием лекаря и уездного врача, с 9 января 1879 года был оставлен при университете сверхштатным ассистентом гигиенического кабинета. Был командирован 20 апреля 1884 года в Харьковский университет, для занятий гигиеной под руководством профессора А. И. Якоби и по возвращении, 4 апреля 1885 года назначен сверхштатным лаборантом гигиенического кабинета; 18 октября 1886 года удостоен степени доктора медицины и 22 октября утверждён приват-доцентом Казанского университета по кафедре гигиены.
Был перемещён экстраординарным профессором гигиены и медицинской полиции в Киевский университет 1 октября 1893 года.
С 1 января 1908 года имел чин действительного статского советника. Был награждён орденами Св. Анны 2-й ст. (1900), Св. Владимира 3-й ст. (1911), Св. Станислава 1-й ст. (1914).
Скончался 23 июня (6 июля) 1915 года.